# Abalá
Abalá är en kommun i Mexiko.   Den ligger i delstaten Yucatán, i den östra delen av landet, 1 000 km öster om huvudstaden Mexico City. Antalet invånare är 6 356. Arean är 301 kvadratkilometer.
Terrängen i Abalá är mycket platt.